# Foetorepus agassizii
Foetorepus agassizii és una espècie de peix de la família dels cal·lionímids i de l'ordre dels perciformes.

## Morfologia
- Els mascles poden assolir 24,3 cm de longitud total.[3][4]

## Hàbitat
És un peix marí i d'aigües profundes que viu entre 48-700 m de fondària.

## Distribució geogràfica
Es troba a l'Atlàntic occidental: des del Canadà fins al nord de la desembocadura del riu Amazones.

## Observacions
És inofensiu per als humans.